# Mihai Tican Rumano
Mihai Tican Rumano (n. 2 iulie 1893, Berevoiești, județul Argeș – d. 20 martie 1967, București) a fost un scriitor român, faimos călător din perioada interbelică și colecționar de artă. A publicat câteva lucrări și sub pseudonimul Michel Tican.
În 1934, la Addis Abeba, publicistul și călătorul român Mihai Tican Rumano a fost primit de împăratul Haile Selassie I al Etiopiei, după care și-a consemnat experiențele sale abisiniene, vechea denumire a etiopienilor, în cartea Abisinia, apărută în anul 1935 cu o prefață de Radu D. Rosetti. Recunoscător față de contribuția avută de Mihai Tican Rumano în răspândirea cunoștințelor de istorie și civilizație ale poporului etiopian, prin cartea sa Abisinia, care a fost tradusă imediat în limba spaniolă, cu titlul: “Viaje a través de la Etiopia de hoy”, în contextul agresiunii comise de Benito Mussolini împotriva Abisiniei, împăratul Haile Selassie i-a conferit scriitorului român Ordinul Steaua Etiopiei, în grad de ofițer.

## Viața și activitatea
Ziarist și scriitor, autor de scrieri memorialistice, de aventuri și călătorie, Mihai Tican Rumano s-a născut la 2 iulie1893, la Berevoești-Muscel, județul Argeș, fiul lui Nicolae Tican, tăietor de lemn și al Saftei, având o copilărie săracă, într-o familie numeroasă.
A rămas orfan de tată la vârsta de doi ani iar la 11 ani s-a a angajat băiat de prăvălie la un negustor din Câmpulung. La 13 ani și-a abandonat stăpânul, fugind la București și Constanța. În portul din Tomis s-a urcat pe un vapor italian clandestin, ascunzându-se în cala de cărbuni. Descoperit, a lucrat ca ajutor la bucătăria vasului. A ajuns astfel la Genova, iar de aici prin strâmtoarea Gibraltar s-a îndreptat spre Argentina. La Buenos Aires a muncit ca văcsuitor de ghete, vânzător de ziare, hamal, șofer, publicist.
La 19 ani începe să colaboreze cu însemnări de călătorie la ziarele și revistele din La Plata (El Eco) și Buenos Aires (Corras y Carretas, Prensa de Buenos Aires), semnând Mihai Tican, la care va adăuga ulterior pseudonimul literar - RUMANO (Românul). Aici, Mihai Tican ia contact cu mediul gazetăresc, acumulând experiență.
Revine în România, unde este recrutat și încorporat într-un regiment de infanterie. În perioada primului război mondial, a luat parte la lupte, de unde, fiind rănit grav, după ce cade prizonier, reușește să evadeze.
În toamna anului 1919, pleacă pe mare, spre Italia, unde își deschide, fără succes, un birou de agentură.
În anul 1923 se reîntoarce în America de Sud, unde îl cunoaște, în portul La Plata, pe Georges Laffite, reprezentantul unei case de comerț din Congo Belgian (azi Republica Zair) cu care pleacă în Africa.
În 1928-1929 este atașat de presa onorific al României la Madrid, publicând în foileton romane de călătorie și aventuri.
În 1930, Editura Cartea Românească îi tipărește volumul „Lacul cu elefanți” cu o prefață de Manuel Rivas, iar Editura Universul, volumul „Corida. Arte sangre y pasion” („Sărbătoarea luptelor cu tauri, regulile și istoricul lor”), cu o scrisoare introductivă și prefață de Liviu Rebreanu, Corneliu Moldovanu, I. Har și Ionescu Sion. Aceeași editură îi publică jurnalul de călătorii în Spania „Peisaje iberice.”
Între anii 1929-1930, la Madrid, scoate într-un tiraj mare un săptămânal ilustrat „DACIA”, „organ hispano-italo-român”, cu informații privind folclorul românesc, artele populare decorative și alte articole de informare despre cultura română. Ziarul apare în limbile spaniolă, franceză și română, unde au publicat: Nicolae Iorga, Liviu Rebreanu, Ion Minulescu, Cezar Petrescu, Victor Eftimiu ș.a.
În anul 1931, după un periplu de călătorii, revine în România, unde devine director al ziarului Universul. Aici publică reportaje, anchete sociale, interviuri, note de drum, culese în voiajurile sale de studiu în Delta Dunării și la munte, pe la lăcașurile sfinte, sate, târguri, închisori, aziluri, spitale, etc.. 
Ca o recunoaștere a contribuțiilor sale, Mihai Tican Rumano devine membru al Societății Scriitorilor Români în anul 1932 și ofițer onorific al Etiopiei (1935).
În anul 1935, ca reacție la teroarea fascistă italiană, îi apare în două ediții volumul monografic Abisinia, prefațat de Radu R. Rosetti.
În decembrie 1934, pornește într-o călătorie în estul Africii, parcurgând ruta: Istanbul - Bosfor  - Marea Egee - Pireu - Beirut - Haifa - Alexandria - Port Said - Marea Roșie - Dijbouti - Abyssinia.
Până în anul 1946 a fost corespondent de presă străină la București, publicând circa 30 de titluri, dintre care amintim: Abisinia (1935), Spania de azi (1936), Argentina (1938, carte de evocare bazată pe documente diverse), Nopțile barceloneze (1937).
În anul 1950, Mihai Tican Rumano contractează un cord pulmonar, cu insuficiență respiratorie, boală are-l va mistui până la moartea acestuia, în data de 20 martie 1967.
Postum, în 1969, vede lumina tiparului la Editura Științifică, volumul „La vânătoare în Congo” de Mihai Tican Rumano, iar în anul 1971 a fost tipărit volumul „Hoinărind prin țară”.

## Colecționar de artă
Pasionat colecționar de opere de artă, în 1959 Mihai Tican-Romano a donat 170 tablouri în ulei, acuarele, cărbune, tuș, desene și gravuri și 27 lucrări de sculptură Muzeului orășenesc Câmpulung. Donația sa, făcută prin actul din 5 septembrie 1959 ca o recunoștințǎ pentru oamenii și locurile natale, a constituit nucleul Secției de artă plastică a acestui muzeu, inaugurată în anul 1960.

Separat, în clădirea vechii școli din satul său natal, Berevoiești, a fost organizată în 1965 o galerie de artă, care cuprinde 120 de tablouri în ulei, gravuri, acuarelă, cărbune, tuș etc. donate de Mihai Tican-Rumano. Muzeul, cu trei săli de expunere, a fost inaugurat la 23 august 1964, în prezența scriitorului Mihai Tican Rumano și a doamnei Sylvia Tican. Clădirea muzeului, care a fost construită în 1936, cu destinația de școală, a fost renovată în 1985.

## Casa memorială Mihai Tican-Rumano
În satul Berevoiești, județul Argeș se află Casa memorială Mihai Tican-Rumano, organizată în casa natală a scriitorului, și inaugurată la 29 mai 1982. Pe placa comemorativă scrie: „Aici s-a născut scriitorul, ziaristul și exploratorul Mihai Tican Rumano.”

## In memorian
Școala cu clasele I-VIII Berevoiești poartă numele celui mai celebru fiu al satului: Mihai Tican Rumano.

## Opera

### Publicate în Spania
Sub pseudonimul Michel Tican
- La vida del blanco en la tierra del negro. Prólogo (MTR), versión española por R. Besora, vol. I-II, Editorial Lux, Barcelona, 1927.
- La danza de los caníbales. Prefacio del dr. Hell. Introducción (MTR), Editorial Lux, Barcelona, 1928.
- El hombre mono y sus mujeres. Prólogo de Domingo Fuenmayor, Editorial Lux, Barcelona, 1928.
- En el corazón de la selva virgen. Prólogo de Manuel de Castro Tiedra, Editorial Lux, Barcelona, 1928
- El lago de los elefantes. Pórtico de Miguel Rivas, Editorial Lux, Barcelona, 1928
- El monstruo del agua. Prólogo de I.Ribeira-Rovira, Editorial Lux, Barcelona, l928.
- Perdidos entre las fieras. Prólogo de Manuel Rivas, Barcelona, f.a.

Sub numele său, Mihai Tican Rumano:
- Viaje a través de la Etiopia de hoy (traducere în spaniolă a vol. Abisinia), Barcelona, 1935.

### Publicate în România
- Viața albului în țara negrilor, Cuvânt înainte de autor. Editura ziarului Universul, București, 1930
- Corrida. Arte, sangre, y pasión. Prefața de Liviu Rebreanu și Corneliu Moldovan, Editura ziarului Universul, București, 1930
- Lacul cu elefanți, Prefața de Miguel Rivas, Editura Cartea Românească, București ,1930
- Monstrul apelor, Editura Cugetarea, București, 1930
- Peisaje iberice, Editura Universul, București, 1930
- Dansul canibalilor, Prefață de Mario Verdaguer, Editura ziarului Universul, București 1931
- Misterele continentului negru, Introducere de autor, Editura Cartea Românească, București, 1933
- Icoane dunărene, Dunărea, Delta și taina bălților, Prefața de I. Simionescu, Editura ziarului Universul, București, 1933
- Abisinia, Prefața de Radu D. Rosetti, Editura Cugetarea, București, 1935, ediția a II a Editura Cartea Românească, 1935
- Spania de azi, Prefața "Spovedanii", de autor, Editura Cartea Românească, București, 1936
- Spania, ediția a II a a lucrării Spania azi, Prefața de Miguel de Unamuno, București, 1936
- Sub soarele Africii răsăritene, Introducere de autor, Editura Cugetarea, București, 1936.
- Nopți barceloneze. Barrio chino, Cuvânt înainte de Liviu Rebreanu, Editura Cugetarea, București, 1937.
- Argentina, Cuvânt înainte de autor, Editura Cugetarea, București, 1938
- Lacul cu elefanți, Editura Tineretului, București, 1957
- Monștrii apelor, Editura Tineretului, București, 1958
- La vânătoare în Congo, Cuvânt înainte de Paul Anghel. Ediție îngrijită de Mihai Gheorghe Andrieș, Editura Științifică, București, 1968
- Peste mări și țări, Cuvânt înainte de Domnica Filimon. Ediție îngrijită, tabel cronologic și note de Ion Nistor, Editura pentru turism, București, 1975
- Hoinărind prin țară, Îngrijitor de ediție, Cuvânt înainte și note de Constantin Darie, Editura Stadion, București, 1971.